# Lee Young-jin (calciatore 1963)
Lee Young-jin (이영진?, 李咏眞?; Seul, 27 ottobre 1963) è un ex calciatore sudcoreano, di ruolo centrocampista.

## Statistiche

### Cronologia presenze e reti in Nazionale
| Cronologia completa delle presenze e delle reti in nazionale ― Corea del Sud | Cronologia completa delle presenze e delle reti in nazionale ― Corea del Sud | Cronologia completa delle presenze e delle reti in nazionale ― Corea del Sud | Cronologia completa delle presenze e delle reti in nazionale ― Corea del Sud | Cronologia completa delle presenze e delle reti in nazionale ― Corea del Sud | Cronologia completa delle presenze e delle reti in nazionale ― Corea del Sud | Cronologia completa delle presenze e delle reti in nazionale ― Corea del Sud | Cronologia completa delle presenze e delle reti in nazionale ― Corea del Sud |
| Data                                                                         | Città                                                                        | In casa                                                                      | Risultato                                                                    | Ospiti                                                                       | Competizione                                                                 | Reti                                                                         | Note                                                                         |
| ---------------------------------------------------------------------------- | ---------------------------------------------------------------------------- | ---------------------------------------------------------------------------- | ---------------------------------------------------------------------------- | ---------------------------------------------------------------------------- | ---------------------------------------------------------------------------- | ---------------------------------------------------------------------------- | ---------------------------------------------------------------------------- |
| 23-5-1989                                                                    | Seul                                                                         | Corea del Sud                                                                | 3 – 0                                                                        | Singapore                                                                    | Qual. Mondiali 1990                                                          | -                                                                            |                                                                              |
| 25-5-1989                                                                    | Seul                                                                         | Corea del Sud                                                                | 9 – 0                                                                        | Nepal                                                                        | Qual. Mondiali 1990                                                          | 1                                                                            | 69’                                                                          |
| 3-6-1989                                                                     | Singapore                                                                    | Nepal                                                                        | 0 – 4                                                                        | Corea del Sud                                                                | Qual. Mondiali 1990                                                          | -                                                                            |                                                                              |
| 5-6-1989                                                                     | Singapore                                                                    | Malaysia                                                                     | 0 – 3                                                                        | Corea del Sud                                                                | Qual. Mondiali 1990                                                          | -                                                                            | 66’                                                                          |
| 7-6-1989                                                                     | Singapore                                                                    | Singapore                                                                    | 0 – 3                                                                        | Corea del Sud                                                                | Qual. Mondiali 1990                                                          | -                                                                            |                                                                              |
| 10-8-1989                                                                    | Los Angeles                                                                  | Messico                                                                      | 4 – 2                                                                        | Corea del Sud                                                                | 1989 Marlboro Cup                                                            | -                                                                            | 46’                                                                          |
| 16-10-1989                                                                   | Singapore                                                                    | Corea del Sud                                                                | 1 – 0                                                                        | Corea del Nord                                                               | Qual. Mondiali 1990                                                          | -                                                                            | 71’                                                                          |
| 20-10-1989                                                                   | Singapore                                                                    | Cina                                                                         | 0 – 1                                                                        | Corea del Sud                                                                | Qual. Mondiali 1990                                                          | -                                                                            | 66’                                                                          |
| 25-10-1989                                                                   | Singapore                                                                    | Arabia Saudita                                                               | 0 – 2                                                                        | Corea del Sud                                                                | Qual. Mondiali 1990                                                          | -                                                                            |                                                                              |
| 10-2-1990                                                                    | Attard                                                                       | Malta                                                                        | 1 – 2                                                                        | Corea del Sud                                                                | Rothmans Tournament                                                          | -                                                                            | 73’                                                                          |
| 12-6-1990                                                                    | Verona                                                                       | Belgio                                                                       | 2 – 0                                                                        | Corea del Sud                                                                | Mondiali 1990 - 1º turno                                                     | -                                                                            | 46’                                                                          |
| 27-7-1990                                                                    | Pechino                                                                      | Corea del Sud                                                                | 2 – 0                                                                        | Giappone                                                                     | Coppa Dinastia 1990                                                          | -                                                                            |                                                                              |
| 29-7-1990                                                                    | Pechino                                                                      | Corea del Sud                                                                | 1 – 0                                                                        | Corea del Nord                                                               | Coppa Dinastia 1990                                                          | -                                                                            |                                                                              |
| 31-7-1990                                                                    | Pechino                                                                      | Corea del Sud                                                                | 1 – 0                                                                        | Cina                                                                         | Coppa Dinastia 1990                                                          | -                                                                            |                                                                              |
| 3-8-1990                                                                     | Pechino                                                                      | Cina                                                                         | 1 – 1 dts (4-5 dtr)                                                          | Corea del Sud                                                                | Coppa Dinastia 1990                                                          | -                                                                            | ?’                                                                           |
| 6-9-1990                                                                     | Seul                                                                         | Corea del Sud                                                                | 1 – 0                                                                        | Australia                                                                    | Amichevole                                                                   | -                                                                            |                                                                              |
| 9-9-1990                                                                     | Pusan                                                                        | Corea del Sud                                                                | 1 – 0                                                                        | Australia                                                                    | Amichevole                                                                   | -                                                                            | 58’                                                                          |
| 23-9-1990                                                                    | Pechino                                                                      | Corea del Sud                                                                | 7 – 0                                                                        | Singapore                                                                    | Giochi asiatici 1990                                                         | -                                                                            |                                                                              |
| 27-9-1990                                                                    | Pechino                                                                      | Corea del Sud                                                                | 2 – 0                                                                        | Cina                                                                         | Giochi asiatici 1990                                                         | -                                                                            |                                                                              |
| 1-10-1990                                                                    | Pechino                                                                      | Corea del Sud                                                                | 1 – 0                                                                        | Kuwait                                                                       | Giochi asiatici 1990                                                         | -                                                                            |                                                                              |
| 3-10-1990                                                                    | Pechino                                                                      | Corea del Sud                                                                | 0 – 1                                                                        | Iran                                                                         | Giochi asiatici 1990                                                         | -                                                                            |                                                                              |
| 5-10-1990                                                                    | Pechino                                                                      | Corea del Sud                                                                | 1 – 0                                                                        | Thailandia                                                                   | Giochi asiatici 1990                                                         | -                                                                            |                                                                              |
| 11-10-1990                                                                   | Pyongyang                                                                    | Corea del Nord                                                               | 2 – 1                                                                        | Corea del Sud                                                                | Amichevole                                                                   | -                                                                            |                                                                              |
| 23-10-1990                                                                   | Seul                                                                         | Corea del Sud                                                                | 1 – 0                                                                        | Corea del Nord                                                               | Amichevole                                                                   | -                                                                            | 82’                                                                          |
| 7-6-1991                                                                     | Seul                                                                         | Corea del Sud                                                                | 0 – 0                                                                        | Egitto                                                                       | 1991 President's Cup                                                         | -                                                                            |                                                                              |
| 9-6-1991                                                                     | Daejeon                                                                      | Corea del Sud                                                                | 3 – 0                                                                        | Indonesia                                                                    | 1991 President's Cup                                                         | -                                                                            | 46’                                                                          |
| 11-6-1991                                                                    | Gwangju                                                                      | Corea del Sud                                                                | 1 – 1                                                                        | Malta                                                                        | 1991 President's Cup                                                         | -                                                                            | 46’                                                                          |
| 14-6-1991                                                                    | Seul                                                                         | Corea del Sud                                                                | 0 – 0 dts (4-3 dtr)                                                          | Australia                                                                    | 1991 President's Cup                                                         | -                                                                            |                                                                              |
| 16-6-1991                                                                    | Seul                                                                         | Corea del Sud                                                                | 2 – 0                                                                        | Egitto                                                                       | 1991 President's Cup                                                         | -                                                                            |                                                                              |
| 27-7-1991                                                                    | Nagasaki                                                                     | Giappone                                                                     | 0 – 1                                                                        | Corea del Sud                                                                | Korea-Japan Annual Match                                                     | -                                                                            |                                                                              |
| 22-8-1992                                                                    | Pechino                                                                      | Corea del Sud                                                                | 0 – 0                                                                        | Giappone                                                                     | Coppa Dinastia 1992                                                          | -                                                                            |                                                                              |
| 24-8-1992                                                                    | Pechino                                                                      | Corea del Nord                                                               | 1 – 1                                                                        | Corea del Sud                                                                | Coppa Dinastia 1992                                                          | -                                                                            |                                                                              |
| 26-8-1992                                                                    | Pechino                                                                      | Cina                                                                         | 0 – 2                                                                        | Corea del Sud                                                                | Coppa Dinastia 1992                                                          | -                                                                            | 53’                                                                          |
| 29-8-1992                                                                    | Pechino                                                                      | Giappone                                                                     | 2 – 2 dts (4-2 dtr)                                                          | Corea del Sud                                                                | Coppa Dinastia 1992                                                          | -                                                                            | 64’                                                                          |
| 16-2-1994                                                                    | Changwon                                                                     | Corea del Sud                                                                | 1 – 2                                                                        | Romania                                                                      | Amichevole                                                                   | -                                                                            |                                                                              |
| 26-2-1994                                                                    | Los Angeles                                                                  | Colombia                                                                     | 2 – 2                                                                        | Corea del Sud                                                                | Amichevole                                                                   | -                                                                            |                                                                              |
| 12-3-1994                                                                    | Fullerton                                                                    | Stati Uniti                                                                  | 1 – 1                                                                        | Corea del Sud                                                                | Amichevole                                                                   | -                                                                            |                                                                              |
| 1-5-1994                                                                     | Seul                                                                         | Corea del Sud                                                                | 2 – 2                                                                        | Camerun                                                                      | Amichevole                                                                   | -                                                                            | 70’                                                                          |
| 5-6-1994                                                                     | Boston                                                                       | Ecuador                                                                      | 2 – 1                                                                        | Corea del Sud                                                                | Amichevole                                                                   | -                                                                            | 46’                                                                          |
| 11-6-1994                                                                    | Dallas                                                                       | Honduras                                                                     | 0 – 3                                                                        | Corea del Sud                                                                | Amichevole                                                                   | -                                                                            | 46’                                                                          |
| 17-6-1994                                                                    | Dallas                                                                       | Spagna                                                                       | 2 – 2                                                                        | Corea del Sud                                                                | Mondiali 1994 - 1º turno                                                     | -                                                                            |                                                                              |
| 23-6-1994                                                                    | Foxborough                                                                   | Corea del Sud                                                                | 0 – 0                                                                        | Bolivia                                                                      | Mondiali 1994 - 1º turno                                                     | -                                                                            |                                                                              |
| 27-6-1994                                                                    | Dallas                                                                       | Germania                                                                     | 3 – 2                                                                        | Corea del Sud                                                                | Mondiali 1994 - 1º turno                                                     | -                                                                            | 39’                                                                          |
| 11-9-1994                                                                    | Gangneung                                                                    | Corea del Sud                                                                | 1 – 0                                                                        | Ucraina                                                                      | Amichevole                                                                   | -                                                                            |                                                                              |
| 13-9-1994                                                                    | Seul                                                                         | Corea del Sud                                                                | 2 – 0                                                                        | Ucraina                                                                      | Amichevole                                                                   | -                                                                            | 87’                                                                          |
| 19-9-1994                                                                    | Seul                                                                         | Corea del Sud                                                                | 0 – 0                                                                        | Emirati Arabi Uniti                                                          | Amichevole                                                                   | -                                                                            |                                                                              |
| 1-10-1994                                                                    | Onomichi                                                                     | Corea del Sud                                                                | 11 – 0                                                                       | Nepal                                                                        | Giochi asiatici 1994                                                         | -                                                                            | 46’                                                                          |
| 5-10-1994                                                                    | Hiroshima                                                                    | Corea del Sud                                                                | 2 – 1                                                                        | Oman                                                                         | Giochi asiatici 1994                                                         | -                                                                            |                                                                              |
| 11-10-1994                                                                   | Hiroshima                                                                    | Giappone                                                                     | 2 – 3                                                                        | Corea del Sud                                                                | Giochi asiatici 1994                                                         | -                                                                            |                                                                              |
| 13-10-1994                                                                   | Hiroshima                                                                    | Uzbekistan                                                                   | 1 – 0                                                                        | Corea del Sud                                                                | Giochi asiatici 1994                                                         | -                                                                            |                                                                              |
| 15-10-1994                                                                   | Hiroshima                                                                    | Kuwait                                                                       | 2 – 1                                                                        | Corea del Sud                                                                | Giochi asiatici 1994                                                         | -                                                                            |                                                                              |
| Totale                                                                       |                                                                              | Presenze                                                                     | 51                                                                           |                                                                              | Reti                                                                         | 1                                                                            |                                                                              |